# David di Donatello 2023
La 68a edició dels premis David di Donatello 2023 va tenir lloc als Studi Lumina de Roma, el 10 de maig de 2023.
L'esdeveniment va ser retransmès a Rai 1 i presentat pel presentador de televisió Carlo Conti, flanquejat per Matilde Gioli.
La minisèrie Esterno notte de Marco Bellocchio obté divuit nominacions.
La pel·lícula Le otto montagne de Felix Van Groeningen i Charlotte Vandermeersch va guanyar quatre premis, inclosos els de Millor pel·lícula i millor guió adaptat. La minisèrie Esterno notte de Marco Bellocchio i la pel·lícula La stranezza de Roberto Andò també van guanyar quatre premis.

## Guanyadors

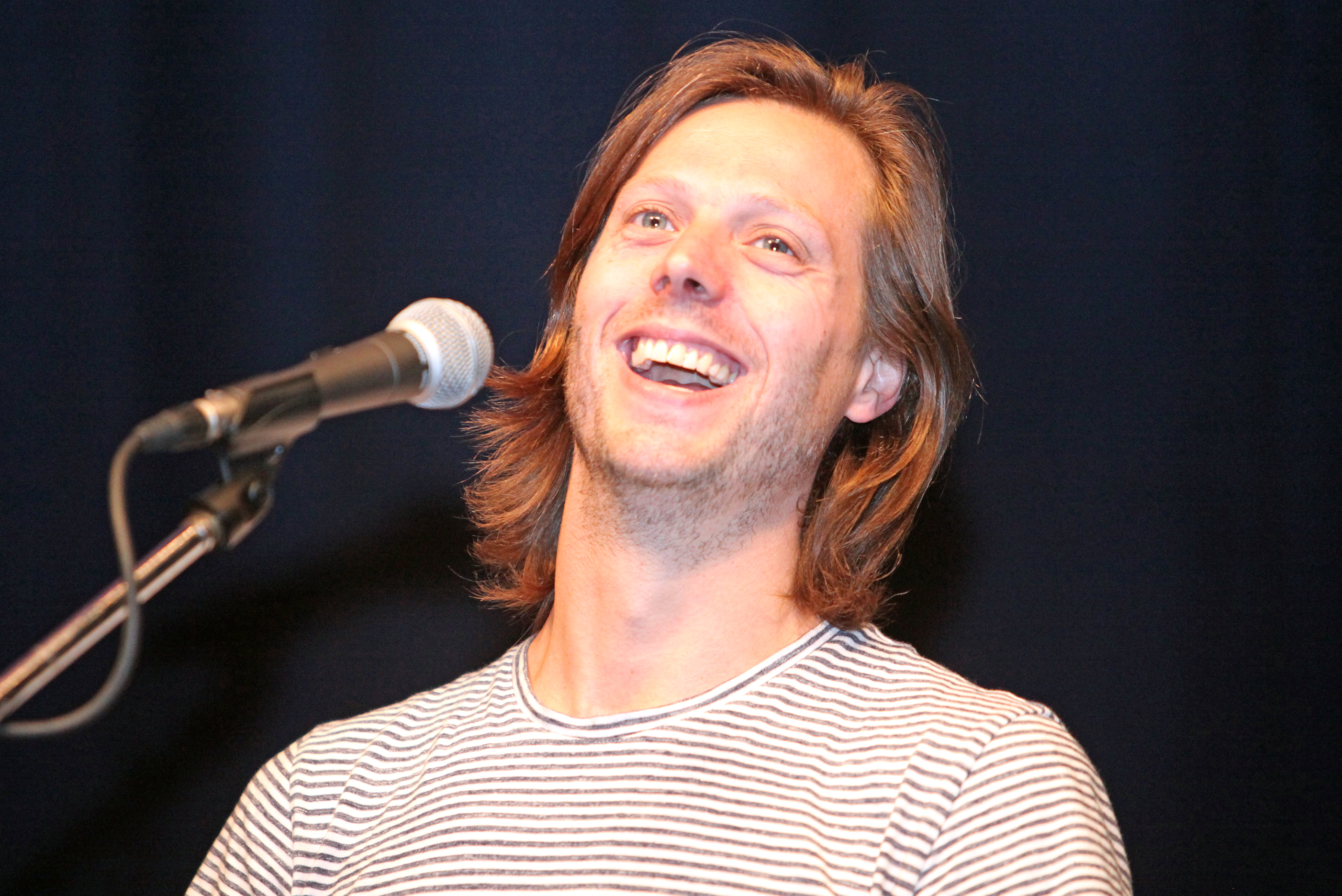
Felix van Groenigen, millor pel·lícula i millor guió adaptat

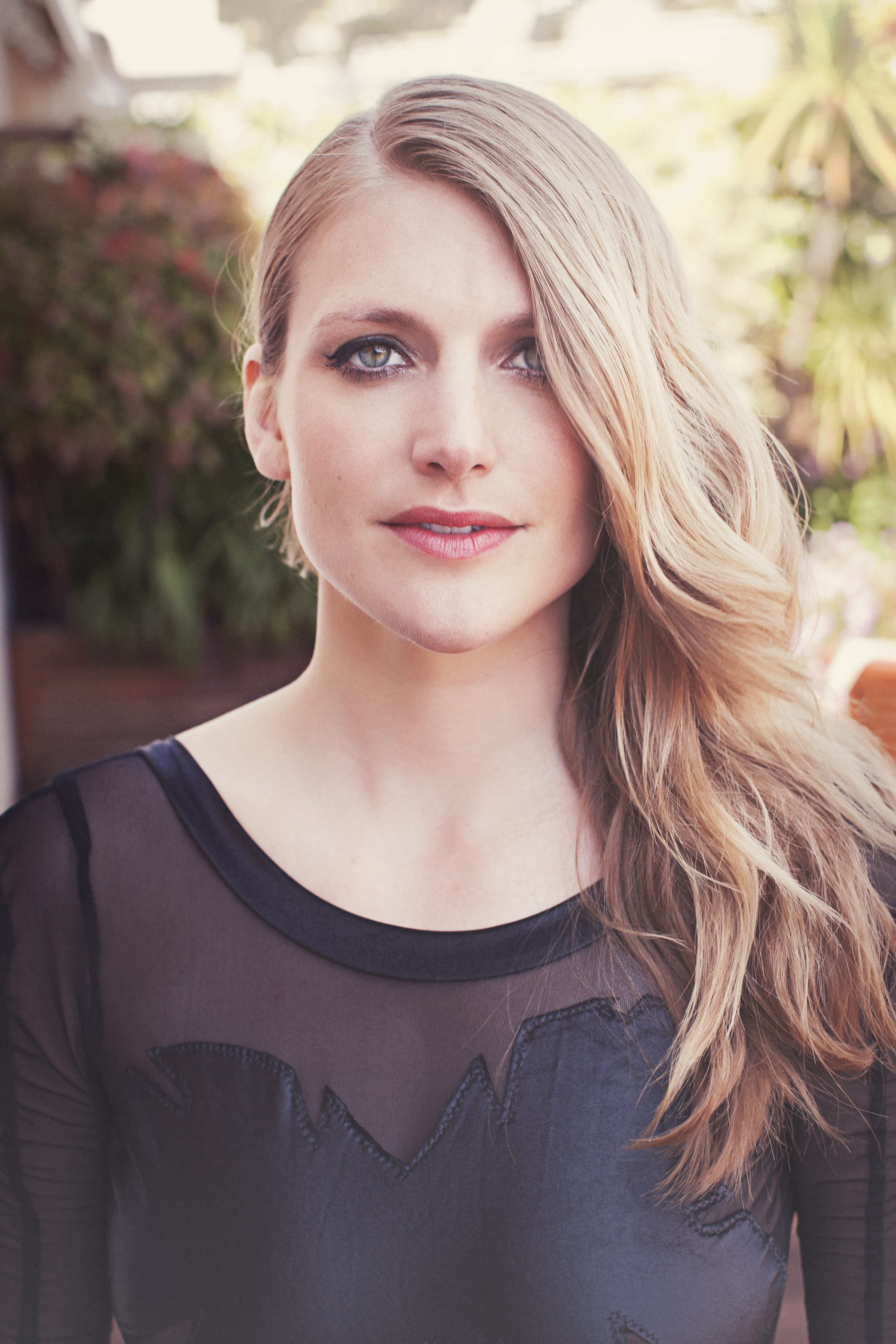
Charlotte Vandermeersch, millor pel·lícula i millor guió adaptat

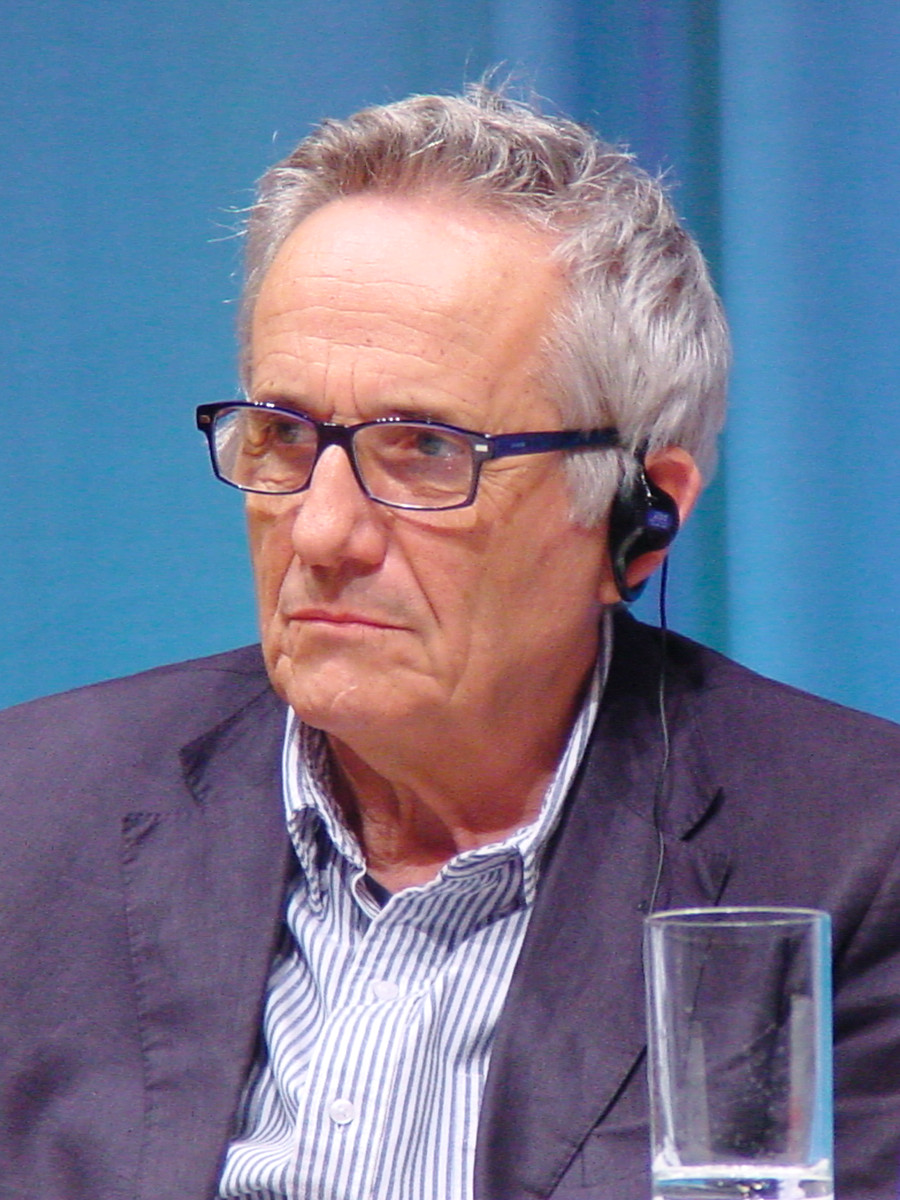
Marco Bellocchio, millor director

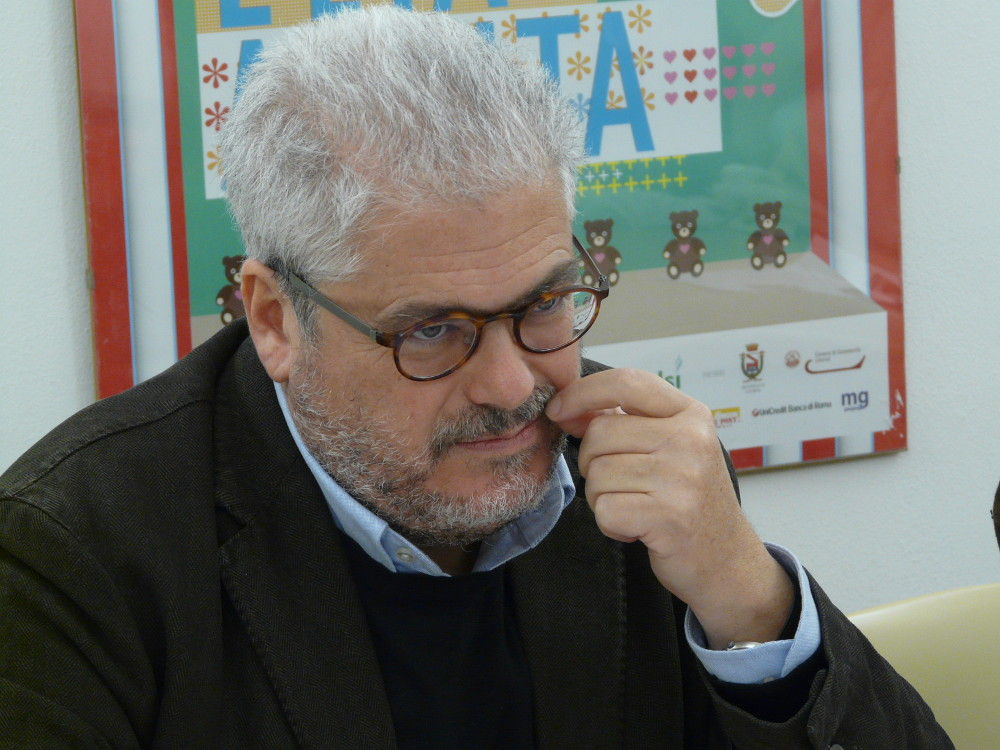
Roberto Andò, millor guió original

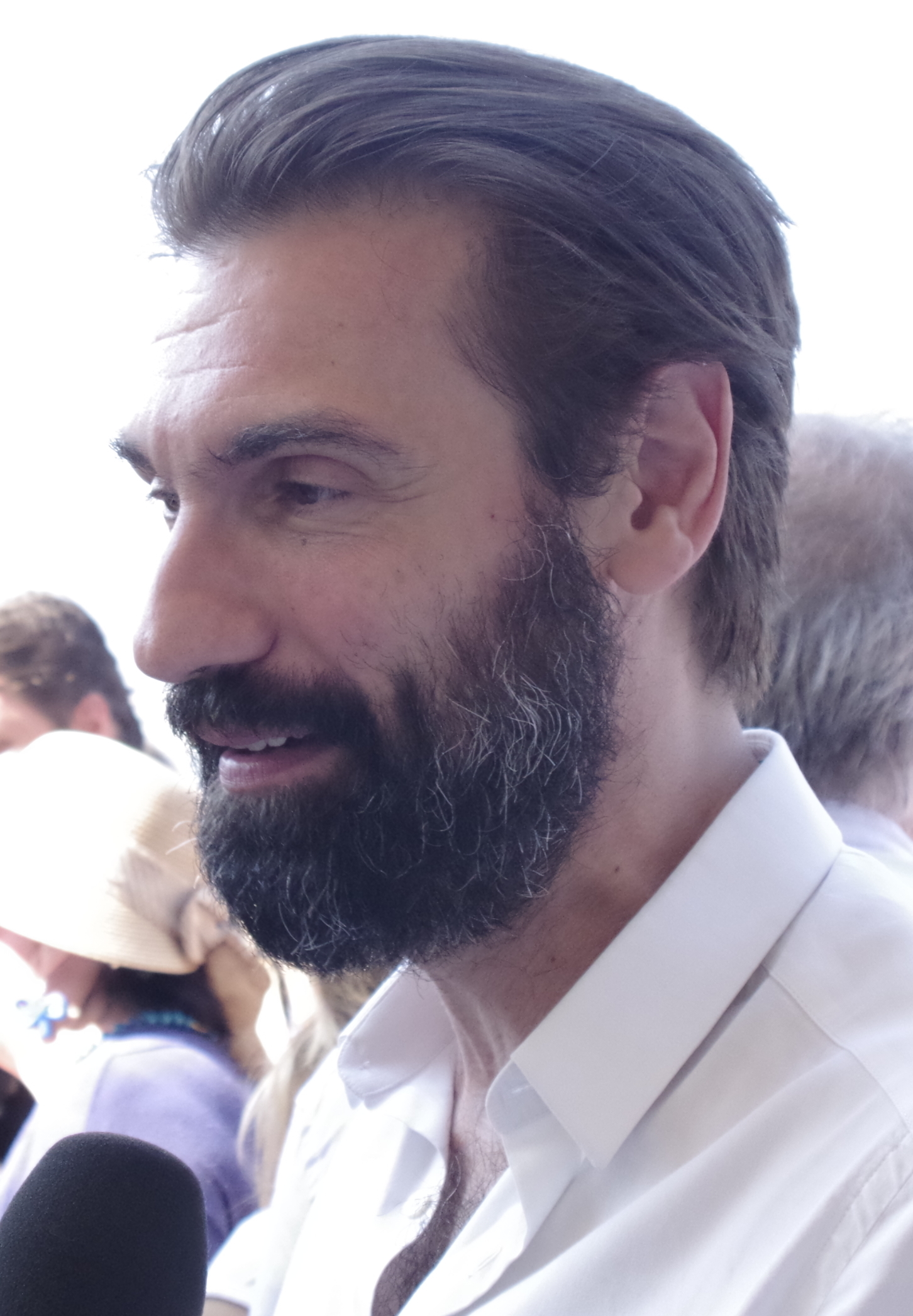
Fabrizio Gifuni, millor actor

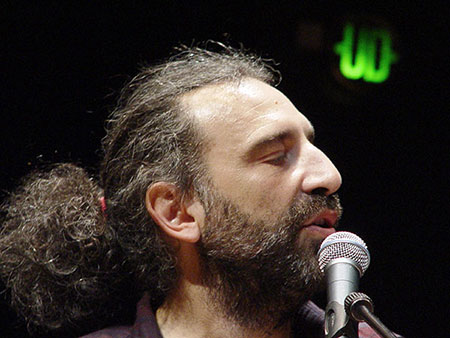
Stefano Bollani, millor música

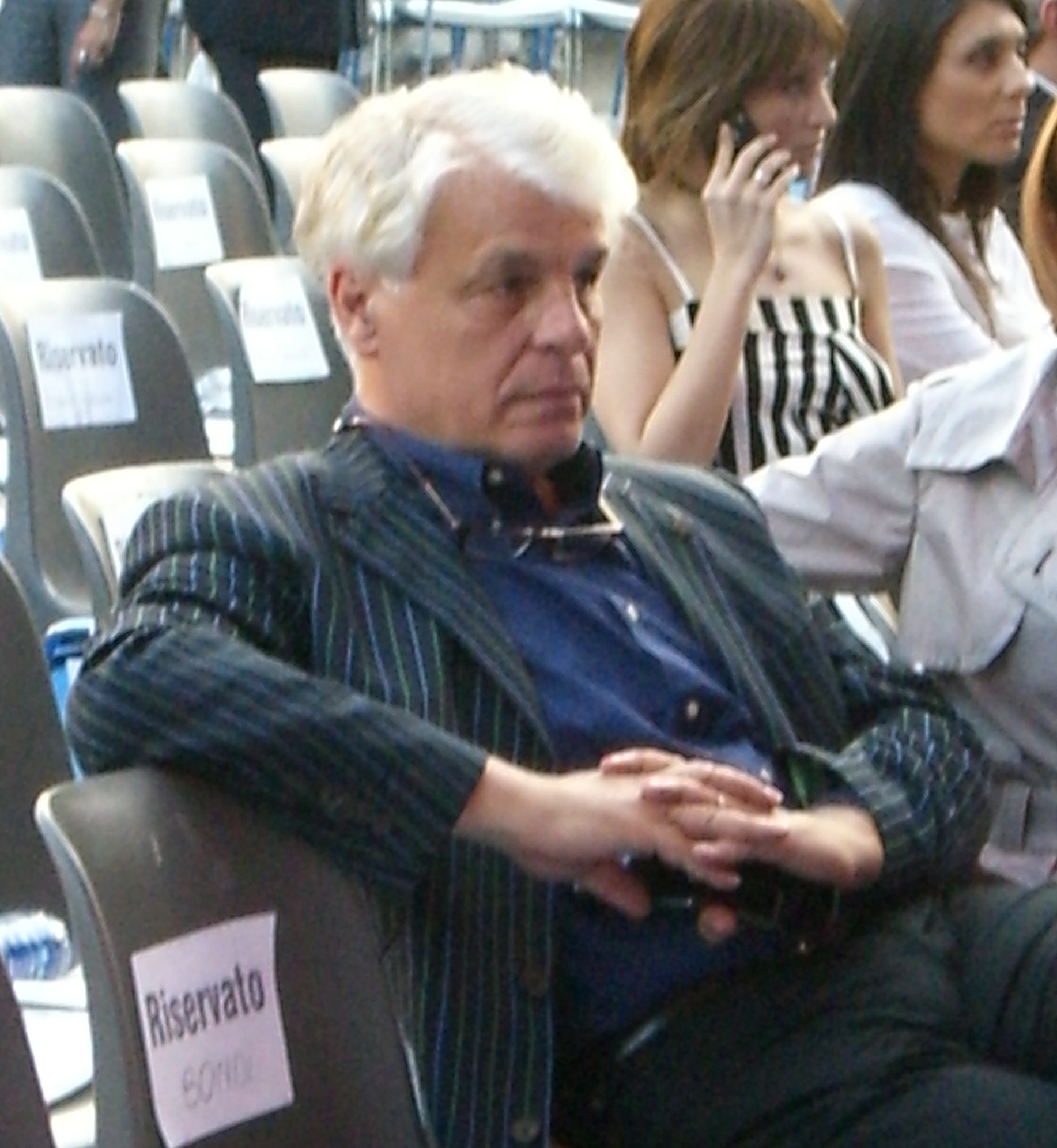
Michele Placido, David Jove

### Millor pel·lícula
- Le otto montagne, de Felix Van Groeningen i Charlotte Vandermeersch
- Esterno notte, de Marco Bellocchio
- Il signore delle formiche, de Gianni Amelio
- La stranezza, de Roberto Andò
- Nostalgia, de Mario Martone

### Millor director
- Marco Bellocchio - Esterno notte
- Gianni Amelio - Il signore delle formiche
- Roberto Andò - La stranezza
- Felix Van Groeningen i Charlotte Vandermeersch - Le otto montagne
- Mario Martone - Nostalgia

### Millor director novell
- Giulia Steigerwalt - Settembre
- Carolina Cavalli - Amanda
- Jasmine Trinca - Marcel!
- Niccolò Falsetti - Margini
- Vincenzo Pirrotta - Spaccaossa

### Millor guió original
- Roberto Andò, Ugo Chiti i Massimo Gaudioso - La stranezza
- Gianni Di Gregorio i Marco Pettenello - Astolfo
- Susanna Nicchiarelli - Chiara
- Marco Bellocchio, Stefano Bises, Ludovica Rampoldi e Davide Serino - Esterno notte
- Gianni Amelio, Edoardo Petti i Federico Fava - Il signore delle formiche
- Emanuele Crialese, Francesca Manieri i Vittorio Moroni - L'immensità

### Millor guió adaptat
- Felix Van Groeningen i Charlotte Vandermeersch - Le otto montagne
- Salvatore Mereu - Bentu
- Massimo Gaudioso i Kim Rossi Stuart - Brado
- Francesca Archibugi, Laura Paolucci i Francesco Piccolo - Il colibrì
- Mario Martone i Ippolita Di Majo - Nostalgia

### Millor productor
- Angelo Barbagallo per Bibi Film, Attilio De Razza per Tramp Limited amb Medusa Film i Rai Cinema - La stranezza
- Lorenzo Mieli per The Apartment e Simone Gattoni per Kavac Film - Esterno notte
- Wildside, Rufus, Menuetto, Pyramide Productions, Vision Distribution en col·laboració amb Elastic, amb la participació de Canal+ i Cine+ en col·laboració amb Sky - Le otto montagne
- Medusa Film, Maria Carolina Terzi, Luciano e Carlo Stella per Mad Entertainment, Roberto Sessa per Picomedia i Angelo Laudisa per Rosebud Entertainment Pictures - Nostalgia
- Carla Altieri e Roberto De Paolis per Young Films i Nicola Giuliano, Francesca Cima, Carlotta Calori i Viola Prestieri per Indigo Film amb Rai Cinema - Princess

### Millor actriu
- Barbara Ronchi - Settembre
- Margherita Buy - Esterno notte
- Penélope Cruz - L'immensità
- Claudia Pandolfi - Siccità
- Benedetta Porcaroli - Amanda

### Millor actor
- Fabrizio Gifuni - Esterno notte
- Alessandro Borghi - Le otto montagne
- Ficarra e Picone - La stranezza
- Luigi Lo Cascio - Il signore delle formiche
- Luca Marinelli - Le otto montagne

### Millor actriu no protagonista
- Emanuela Fanelli - Siccità
- Giovanna Mezzogiorno - Amanda
- Daniela Marra - Esterno notte
- Giulia Andò - La stranezza
- Aurora Quattrocchi - Nostalgia

### Millor actor no protagonista
- Francesco Di Leva - Nostalgia
- Fausto Russo Alesi - Esterno notte
- Toni Servillo - Esterno notte
- Elio Germano - Il signore delle formiche
- Filippo Timi - Le otto montagne

### Millor fotografia
- Ruben Impens - Le otto montagne
- Francesco Di Giacomo - Esterno notte
- Giovanni Mammolotti - I racconti della domenica - La storia di un uomo perbene
- Maurizio Calvesi - La stranezza
- Paolo Carnera - Nostalgia

### Millor músic
- Stefano Bollani - Il pataffio
- Fabio Massimo Capogrosso - Esterno notte
- Michele Braga ed Emanuele Bossi - La stranezza
- Daniel Norgren - Le otto montagne
- Franco Piersanti - Siccità

### Millor cançó original
- Proiettili (ti mangio il cuore) (música de Joan Thiele, Elisa Toffoli i Emanuele Triglia, lletra i interpretació d’Elodie i Joan Thiele) - Ti mangio il cuore
- Se mi vuoi (música, lletra i interpretació de Diodato) - Diabolik - Ginko all'attacco!
- Caro amore lontanissimo (música de Sergio Endrigo, lletra de Riccardo Sinigallia, interpretada per Marco Mengoni) - Il colibrì
- Culi culagni (música de Stefano Bollani, lletra de Luigi Malerba i Stefano Bollani, interpretata da Stefano Bollani) - Il pataffio
- La palude (música i lletra de Niccolò Falsetti, Giacomo Pieri, Alessio Ricciotti i Francesco Turbanti, interpretada pera Francesco Turbanti, Emanuele Linfatti i Matteo Creatini) - Margini

### Millor escenografia
- Giada Calabria i Loredana Raffi - La stranezza
- Andrea Castorina, Marco Martucci i Laura Casalini - Esterno notte
- Marta Maffucci i Carolina Ferrara - Il signore delle formiche
- Tonino Zera, Maria Grazia Schirippa i Marco Bagnoli - L'ombra di Caravaggio
- Massimiliano Nocente i Marcella Galeone - Le otto montagne

### Millor vestuari
- Maria Rita Barbera - La stranezza
- Massimo Cantini Parrini - Chiara
- Daria Calvelli - Esterno notte
- Valentina Monticelli - Il signore delle formiche
- Carlo Poggioli - L'ombra di Caravaggio

### Millor maquillatge
- Enrico Iacoponi - Esterno notte
- Federico Laurenti i Lorenzo Tamburini - Dante
- Paola Gattabrusi i Lorenzo Tamburini - Il colibrì
- Esmé Sciaroni - Il signore delle formiche
- Luigi Rocchetti - L'ombra di Caravaggio

### Millor perruqueria
- Desiree Corridoni - L'ombra di Caravaggio
- Alberta Giuliani - Esterno notte
- Samantha Mura - Il signore delle formiche
- Daniela Tartari - L'immensità
- Rudy Sifari - La stranezza

### Millor muntatge
- Francesca Calvelli amb la col·laboració de Claudio Misantoni - Esterno notte
- Simona Paggi - Il signore delle formiche
- Esmeralda Calabria - La stranezza
- Nico Leunen - Le otto montagne
- Jacopo Quadri - Nostalgia

### Millor so
- Le otto montagne
- Esterno notte
- Il signore delle formiche
- La stranezza
- Nostalgia

### Millors efectes especials
- Marco Geracitano - Siccità
- Alessio Bertotti e Filippo Robino - Dampyr
- Simone Silvestri e Vito Picchinenna - Diabolik - Ginko all'attacco!
- Massimo Cipollina - Esterno notte
- Rodolfo Migliari - Le otto montagne

### Millor documental
- Il cerchio, dirigit per Sophie Chiarello
- In viaggio, dirigit per Gianfranco Rosi
- Kill me if you can, dirigit per Alex Infascelli
- La timidezza delle chiome, dirigit per Valentina Bertani
- Svegliami a mezzanotte, dirigit per Francesco Patierno

### Millor curtmetratge
- Le variabili dipendenti, dirigit per Lorenzo Tardella
- Albertine Where Are You?, dirigit per Maria Guidone
- Ambasciatori, dirigit per Francesco Romano
- Il barbiere complottista, dirigit per Valerio Ferrara
- Lo chiamavano Cargo, dirigit per Marco Signoretti

### Millor pel·lícula internacional
- The Fabelmans, dirigit per Steven Spielberg
- Bones and All, dirigit per Luca Guadagnino
- Elvis, dirigit per Baz Luhrmann
- Licorice Pizza, dirigit per Paul Thomas Anderson
- El triangle de la tristesa, dirigit per Ruben Östlund

### David Giovani
- L'ombra di Caravaggio, dirigit per Michele Placido
- Corro da te, dirigit per Riccardo Milani
- Il colibrì, dirigit per Francesca Archibugi
- La stranezza, dirigit per Roberto Andò
- Le otto montagne, dirigit per Felix Van Groeningen i Charlotte Vandermeersch

### David especial
- Marina Cicogna – a la carrera
- Isabella Rossellini
- Enrico Vanzina

### David dels Espectadors
- Il grande giorno, dirigit per Massimo Venier – 1.013.812 espectadors